# Just Like That
«Just Like That» (en español: «Sólo como eso») es una canción de rock escrita por el cantante y músico Myles Goodwyn y el bajista Jim Clench.  Se numeró originalmente como la segunda melodía del álbum de estudio Electric Jewels de la banda canadiense April Wine, publicado por Aquarius Records en 1973.

## Lanzamiento y recepción
Este tema fue lanzado como el cuarto sencillo de Electric Jewels (tercero en América, pues en 1973 «I Get Bad» sólo fue publicado en Europa) en 1974. En este vinilo se incluyó la canción «Cat's Claw» («La uña de gato» en español), compuesta también por Goodwyn y Clench en el lado B del mismo.
«Just Like That» no consiguió entrar en las listas de popularidad en Canadá.

## Lista de canciones

### Lado A
| side one |                  |                            |          |  |
| N.º      | Título           | Escritor(es)               | Duración |  |
| 1.       | «Just Like That» | Myles Goodwyn / Jim Clench | 3:02     |  |

### Lado B
| side one |              |                  |          |  |
| N.º      | Título       | Escritor(es)     | Duración |  |
| 2.       | «Cat's Claw» | Goodwyn / Clench | 4:39     |  |

## Créditos
- Myles Goodwyn — voz principal (en la canción «Just Like That»), guitarra y coros
- Jim Clench — voz principal (en la canción «Cat's Claw»), bajo y coros
- Gary Moffet — guitarra
- Jerry Mercer — batería